# Iwane Andronikaschwili

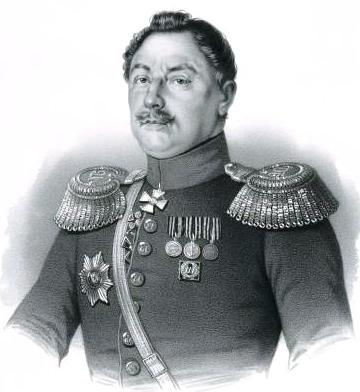
Iwane Andronikaschwili

Iwane Andronikaschwili, auch Iwan Malchasowitsch Andronikow (georgisch ივანე ანდრონიკაშვილი; russisch Иван Малхазович Андроников; * 1798 in Tiflis; † 1868) war ein georgischer Fürst und russischer General.

## Leben
Iwane Andronikaschwili entstammte einer kachetischen Adelsfamilie, trat 1817 in Sankt Petersburg der Garde bei, kämpfte seit 1824 als Major zunächst im Kaukasus, dann 1826 und 1827 im Krieg gegen Persien. 1828 wurde er nach der Erstürmung von Achalziche zum Oberst und Kommandeur des Nischegoroder Regiments befördert, mit dem er bei Besiburt ein türkisches Detachement auseinandertrieb. Nachdem er sich im Kampf gegen kaukasische Bergvölker mehrfach hervortat, besonders 1840 bei der Unterdrückung eines Aufstands der Osseten, wurde er 1850 Militärgouverneur von Tiflis und 1851 Generalleutnant.
Beim Ausbruch des Krimkrieges mit der Führung eines Korps von 10.000 Mann, auf dem kaukasischen Kriegsschauplatz, betraut, schlug er am 26. November 1853 das türkische Hauptkorps in der Schlacht von Achalziche in die Flucht, überschritt die Grenze und besetzte den Sandschak Pozchow. Im Feldzug 1854 befehligte er sämtliche russische Streitkräfte in Gurien, Imeretien, Mingrelien und im Bezirk Achalziche, musste beim Erscheinen der verbündeten feindlichen Flotten am 19. Mai Redutkalé räumen und sich nach Osurgeti zurückziehen, erkämpfte aber am 16. Juni über die 30.000 Mann starken Türken unter Selim Pascha bei Tscholok einen vollständigen Sieg, durch den er Gurien und Mingrelien für Russland sicherte.
Im Frühjahr 1855 legte er sein Kommando nieder und trat bald auch von seinem Posten als Militärgouverneur von Tiflis zurück.